# Remaucourt (Ardenas)
Remaucourt é uma comuna francesa na região administrativa de Grande Leste, no departamento das Ardenas. Estende-se por uma área de 10,8 km². Em 2010 a comuna tinha 176 habitantes (densidade: 16,3 hab./km²).